# Mezzetino

Mezzetino, Figurine von Maurice Sand

Mezzetino (auch Mezzetin, ital. für „halbes, kleines Maß“) ist eine Figur der Commedia dell’arte.

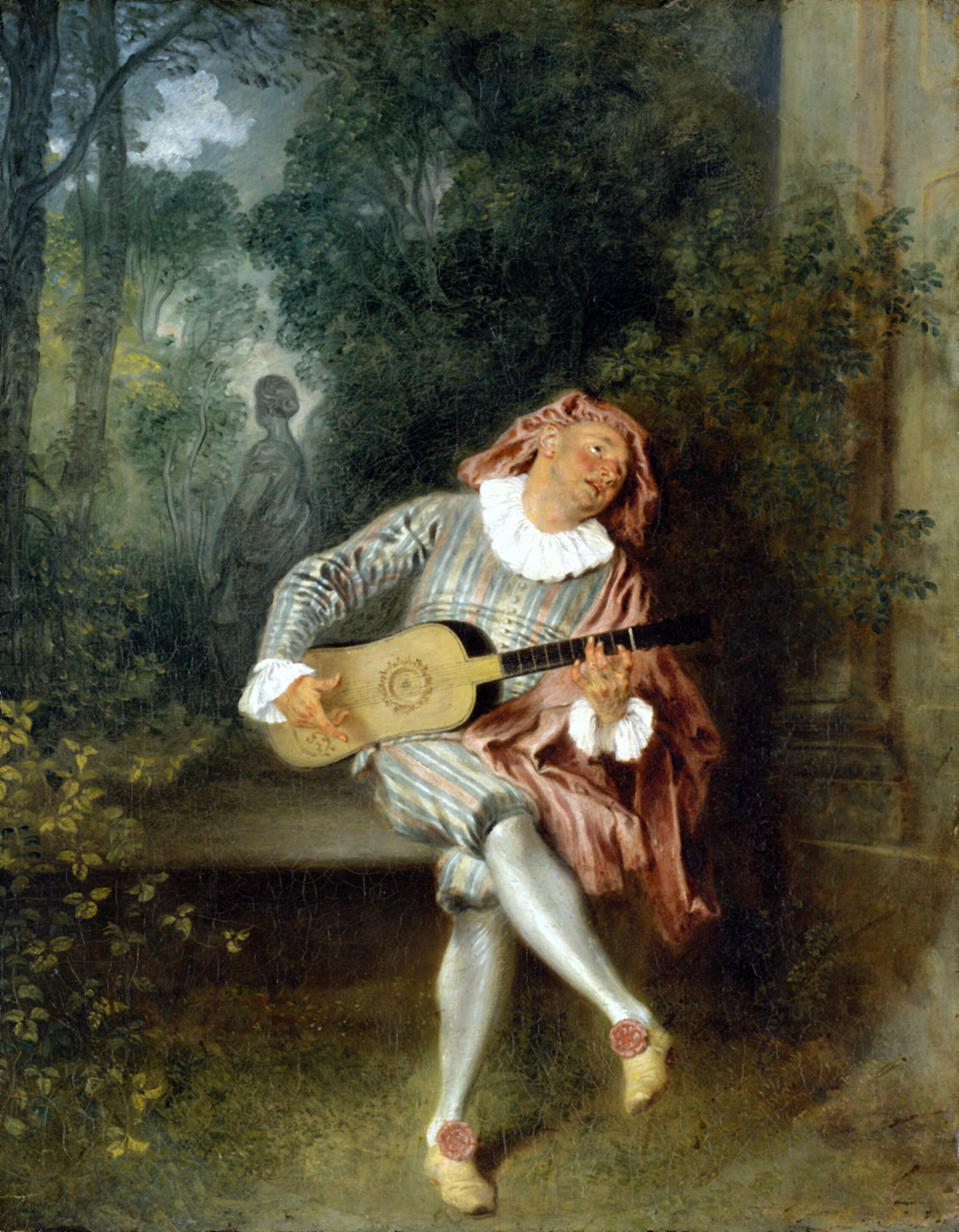
Mezzetino, Gemälde von Antoine Watteau

Er ist eine sogenannte Zanni-(Diener-)Figur und wohl als Variation der Brighella-Figur (andere Quellen sprechen von einer des Arlecchino) entstanden. In seinen Anfängen trug er eine weiße leinene Bluse, eine Gesichtsmaske, einen Hut und ein Holzschwert und wurde im 16. Jahrhundert von der italienischen Komödiantentruppe der Gelosi entwickelt. Zur Personifikation des Mezzetino wurde ab 1683 Angelo Constantini, der über 40 Jahre lang diese Rolle in einem rot-weiß gestreiften Kostüm nicht nur spielte, sondern auch lebte. Die Figur ist grazil, agil, höflich und charmant, spielt Gitarre und kann tanzen, ist hintergründig, aber kalt, skrupel- und herzlos.
Laut Karl Riha diente diese Maske Molière als Vorlage für seinen Scapin in Les fourberies de Scapin (deutsch: Scapins Streiche u. a.).